# Lovisagatan, Stockholm

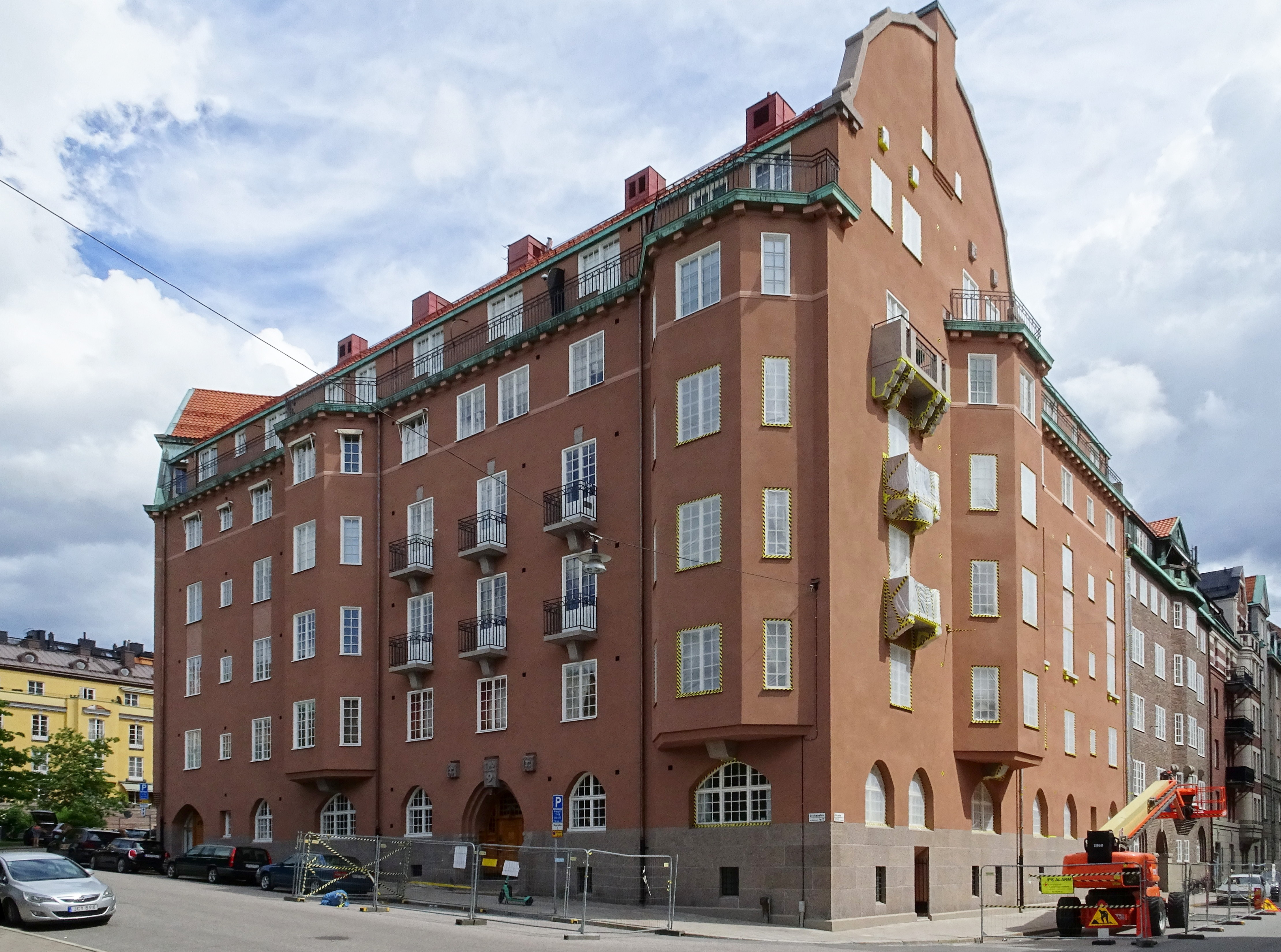
Lovisagatan 2–4, byggår 1925, arkitekt Gustaf Adolf Falk.

Lovisagatan är en gata på Östermalm i Stockholms innerstad, med sträckning från Ulrikagatan till Storgatan. 

## Historik
Gatan fick sitt namn 1912 efter Lovisa Ulrika, kung Adolf Fredriks maka, som var ägare av Fredrikshov 1770, då hon var änkedrottning. Hon bodde där tillsammans med dottern Sofia Albertina. Gatan gränsar till Fredrikshovs slott i väster och till kvarteret Gardisten i öster.